# Futoshi Nishiya
Futoshi Nishiya (japanisch 西屋 太志 Nishiya Futoshi, * 1982 in Mitsugi, Präfektur Hiroshima; † 18. Juli 2019 in Fushimi-ku, Kyōto) war ein japanischer Charakterdesigner, Animateur und Anime-Regisseur.

## Leben und Karriere
Nachdem er die Berufsschule abgeschlossen hatte, begann Nishiya beim Animationsstudio Kyōto Animation zu arbeiten. Im Jahr 2003 war er als Schlüsselzeichner für die Animeserie Inu Yasha des Studios Sunrise tätig. Drei Jahre später war er erstmals als Regisseur tätig. Er übernahm die Regie für die zehnte Episode des Anime Suzumiya Haruhi no Yūutsu. 2009 wurde er als Animationsregisseur für die zweite Staffel ausgewählt.
Im 2011 arbeitete Nishiya erstmals als Charakterdesigner für die Serie Nichijou. Für die Animeserie Hyōka entwarf Futoshi Nishiya 2012 die Charakterdesigns. 2016 war Nishiya als Charakterdesigner für den Anime-Film A Silent Voice verantwortlich und wurde im Jahr 2019 für einen AnimaniA Award nominiert.
Nishiya kam bei einem Brandanschlag auf das Studio Kyōto Animation ums Leben.

## Auszeichnungen und Nominierungen
| Jahr | Auszeichnung    | Kategorie              | für            | Resultat  | Quellen |
| ---- | --------------- | ---------------------- | -------------- | --------- | ------- |
| 2019 | AnimaniA Awards | Bestes Charakterdesign | A Silent Voice | Nominiert | [ 1 ]   |